# 李铁砧
李铁砧（1915年—1967年），男，安徽桐城人，中华人民共和国军事人物，中国人民解放军少将，曾任中国人民解放军炮兵政治部副主任。